# المثلية الجنسية وعلم النفس
كان علم النفس من أول التخصصات العلمية التي درست المثلية الجنسية كظاهرة منفصلة، حيث كان علم النفس القياسي الشائع في الفترة ما قبل وخلال معظم القرن العشرين ينظر للمثلية الجنسية بوصفها اضطراباً نفسياً. بدأ العلماء حينها باختبار صحة هذا التصنيف عبر إجراء أبحاث علمية والتي لم تُظهر أدلة تجريبية قوية تجعل المثلية الجنسية تُصنف على أنها اضطراب نفسي. اتخذ عدد كبير من العاملين في المجال الطبي والصحة النفسية والعلوم السلوكية والاجتماعية موقفاً محايداً فيما يتعلق بمسألة تصنيف المثلية الجنسية كاضطراب نفسي، وفي السنوات التالية أدعى العديد أن هذا الاستنتاج دقيق وأن تصنيف الدليل التشخيصي والإحصائي للاضطرابات النفسية يعكس الافتراضات التي جرى اختبارها والمستندة على ما كان يُعتبر معياراً اجتماعياً وعلى انطباعات سريرية من عينات كانت توصف بالـ«رسمية» والتي تألفت من مرضى طلبوا العلاج ومن أفراد جيء بهم بسبب سلوكهم المثلي لنظام العدالة الجنائي.
منذ سبعينيات القرن العشرين كان هناك إجماع بين العاملين في مجال العلوم السلوكية والاجتماعية والمهن الصحية والنفسية على صعيد عالمي بأن المثلية الجنسية هي شكل صحي من أشكال التوجه الجنسي عند البشر على الرغم من أن بعض العاملين في هذه المجالات مازالوا يرون في المثلية الجنسية اضطراباً نفسياً. في عام 1973 ألغت الجمعية الأمريكية للأطباء النفسيين تصنيف المثلية الجنسية كاضطراب نفسي. وتبعهم في ذلك مجلس ممثلي جمعية علم النفس الأمريكية عام 1975. وبعد ذلك أزالت مؤسسات الصحة النفسية الكبرى حول العالم تصنيف المثلية كاضطراب نفسي بمن فيهم منظمة الصحة العالمية التابعة للأمم المتحدة عام 1990.

## خلفية تاريخية
كانت وجهة النظر القائلة بأن المثلية الجنسية عبارة عن اضطراب نفسي موجودة في المؤلفات العلمية منذ بداية الأبحاث حول المثلية. ومع ذلك فإن موقف علم النفس كتخصص حول المثلية تطور وتغير على مر السنين. تعود المواقف الحالية في جذورها لعوامل دينية وقانونية وثقافية. في بداية العصور الوسطى عملت الكنيسة المسيحية على تجاهل المثلية الجنسية في الثقافات العلمانية خارج الكنيسة. لكن ومع حلول نهاية القرن الثاني عشر بدأ ظهور وانتشار العدائية تجاه المثلية في المؤسسات العلمانية والدينية بأوروبا. فكان هناك تعابير رسمية تُدين طبيعة السلوك المثلي «الغير طبيعي» كما في أعمال توماس الأكويني وغيرهِ. حتى القرن التاسع عشر بقي يُشار للنشاط المثلي الجنسي بأنه «غير طبيعي وباعتباره جريمة ضد الطبيعة» وكان يُشار إليه باسم «السدومية» (نسبة إلى قصة سدوم وعمورة في الكتاب المقدس) كما كانت المثلية جريمة يُعاقب عليها قانوناً وقد تصل في بعض الأحيان إلى الموت. مع تزايد اهتمام الناس بمعرفة واكتشاف أسباب المثلية الجنسية، بدأ كل من الطب والطب النفسي بالتنافس مع القانون والدين لإعطاء الحكم الأخير. مع بداية القرن التاسع عشر أصبحت المثلية تُدرس بشكل علمي. كانت معظم النظريات في ذلك الوقت تعتبر المثلية مرضاً وكان لتلك النظريات تأثير كبير على طريقة التي كان ينظر بها الناس للمثلية ثقافياً. مع منتصف القرن العشرين كان هناك نقلة نوعية في نظريات علوم الطب النفسي حول المثلية الجنسية، حيث ذهب الأطباء النفسيين إلى الاعتقاد بإمكانية علاج المثلية عن طريق العلاج النفسي وحرية النفس، وتزايد قبول نظريات أخرى تقترح وجود أصل وراثي وهرموني للمثلية. كما ووجِدت اختلافات في الطريقة التي تم النظر إليها للمثلية كمرض. كان سيغموند فرويد وهافلوك إليس من أوائل الأطباء النفسيين الذين تبنوا مواقف متسامحة حول المثلية. اعتقد فرويد وإليس أن المثلية غير طبيعية ولكنها بالنسبة لبعض الأفراد «شيء لا مفر منه». أحدثت أبحاث ومنشورات ألفريد كينسي حول المثلية الجنسية نقلة اجتماعية وثقافية بعيداً عن النظر للمثلية كحالة غير طبيعية. تجلت التحولات بوجهات النظر في الدراسات النفسية حول المثلية عبر إدراجها في الطبعة الأولى من الدليل التشخيصي والإحصائي عام 1952 وتمت إزالة المثلية فيما بعد عام 1973.

### فرويد والتحليل النفسي
كانت آراء سيغموند فرويد حول المثلية الجنسية معقدة، وفي محاولاته لفهم أسباب وتطور المثلية الجنسية، فسر فرويد في البداية ازدواجية الميول الجنسية على أنها "منحة شهوة أصلية"، وقد عنى فرويد بذلك أن جميع البشر يولدون كازدواجي ميول. كما اعتقد أن للشهوة الجنسية جزءان الأول مثلي والآخر مغاير، وخلال مسيرة نمو الإنسان ينتصر أحد الجزءان على الآخر. كما اعتقد بتفسير بيولوجي أساسي لازدواجية الميول الجنسية الطبيعية والتي تقوم على أن جميع البشر لهم القدرة الحيوية على أن يُثاروا جنسياً من قبل كلا الجنسين. لهذا السبب فقد وصف فرويد المثلية الجنسية على أنها واحدة من عدة خيارات جنسية متاحة للأشخاص. اقترح فرويد أن ازدواجية الميول المتأصلة في البشر "تقود الأفراد في نهاية الأمر لاختيار التعبير الأكثر إرضاءً من الناحية الجنسية، ولكن وبسبب المحرمات الثقافية فإن المثلية يتم كبتها في كثير من الناس. وفقاً لفرويد إذا لم يكن هناك وجود للمحرمات سيختار الناس الخيار الأكثر إرضاءً بالنسبة لهم بغض النظر عن ماهية هذا الخيار -ويمكن لهذا الخيار أن يبقى متغيراً عبر حياة الفرد- ففي بعض الأحيان سيكون الشخص مثلياً وفي أحيان أخرى سيكون مغايراً.
بعض الأسباب الأخرى للمثلية الجنسية بالنسبة لفرويد والتي طرحها شملت عقدة أوديب معكوسة حيث يبدأ الأفراد بالتقرب من الأم واتخاذ أنفسهم كغاية حب. يُعرف هذا الحب للذات باسم النرجسية، واعتقد فرويد بأن الناس الذين تكون عندهم صفة النرجسية في ذروتها سيكونون الأكثر عرضةً لتطوير المثلية لأن المحبة من نفس الجنس تمثل امتداداً لمحبة الذات كما رأها فرويد. وقد تم دعم الصلة ما بين النرجسية والمثلية فيما بعد عبر دراسة تجريبية لروبنشتاين عام 2010، وأشارت نتائج الدراسة إلى إحراز الطلاب المثليين نتائج أعلى على مقياسين لتحديد مدى النرجسية وأقل على مقياس لتحديد مستوى تقدير الذات، وذلك بالمقارنة مع نظرائهم من المغايرين.
اعتقد فرويد أن علاج المثلية لم يكن ناجحاً لأن الفرد لا يريد التخلي عن هويته المثلية لأنها تجلب له المتعة. وقد استخدم التحليل والتنويم الإيحائي كأساليب علاجية، ولكنها لم تُظهر أي نجاحاً يذكر. ومن خلال ذلك وصل فرويد إلى استنتاجٍ مفاده أن المثلية الجنسية كانت «شيء لا يُخجل منه وليست بالرذيلة أو بالانحطاط، ولا يمكن تصنيفها كمرض، بل هي اختلاف في الوظيفة الجنسية.» كما قال أيضاً أنه «لا ينبغي أن للمحللين النفسيين أن يعدوا بإلغاء المثلية وجعل المغايرة الطبيعية تأخذ مكانها،» كما كان قد خلُص بالاستناد إلى تمرسه بأن محاولات تغيير التوجهات المثلية ستكون على الأرجح غير ناجحة. في حين كان فرويد قد توصل إلى وجهة نظر أكثر تقبلاً للمثلية الجنسية، إلا أن إرثه في مجال التحليل النفسي، وخصوصاً في الولايات المتحدة كان قد نظر للمثلية الجنسية بالسلبية والغير طبيعية والناجمة عن مسائل عائلية ونمائية. كانت تلك الآراء مؤثرة إلى حد كبير على الأساس المنطقي لإدراج المثلية الجنسية في الطبعتين الأولى والثانية من الدليل التشخيصي والإحصائي للاضطرابات النفسية الصادر عن الجمعية الأمريكية للأطباء النفسيين، وتصويرها على أنها اضطراب نفسي ما زاد من وصم المثلية الجنسية في المجتمع.

### هافلوك إليس
كان هافلوك إليس (1859-1939) يعمل مدرساً في أستراليا عندما اكتشف أنه أراد تكريس حياته لاستكشاف موضوع النشاط الجنسي. فعاد إلى لندن عام 1879 والتحق بمدرسة مستشفى سانت توماس الطبية. بدأ بعدها بالكتابة وبحلول عام 1896 شارك في تأليف كتاب «الانعكاس الجنسي» مع جون أدينغتون سيموندز والذي كان عشيقه لمدة 6 أشهر. نُشر الكتاب بدايةً بالألمانية، وبعد ذلك بعام تُرجم للإنجليزية. استكشف كتابهما العلاقات المثلية، واتبعا فيه نهجاً تقديمياً بالمقارنة مع عصرهما فرفضا تجريم أو إضفاء صفة المرضية على الأفعال والمشاعر التي تتصف بها العلاقات المثلية.
اختلف إليس مع فرويد على عدة نقاط مرتبطة بالمثلية وخصوصاً فيما يتعلق بتطورها. فجادل بالرأي القائل أن المثليون لم يكن لديهم عقدة أوديب قطعاً ولكن كانت لديهم مشاعر قوية بعدم الكفاءة تولدت عن مخاوف من الفشل، كما قد تكون خوفاً من العلاقات مع النساء. جادل إليس على أن قيود المجتمع ساهمت في تطور الحب من نفس الجنس. كما اعتقد أن المثلية الجنسية لم تكن شيئاً يُولد مع الأشخاص، ولكن في مرحلة ما يكون جميع البشر غير مميزين جنسياً، ومن ثم يختارون الأفعال الجنسية التي يريدونها أن تبقى معهم. وفقاً لإليس فإن بعض الأشخاص يختارون الانخراط في المثلية، في حين أن آخرون سيختارون الانخراط في المغايرة. واقترح أن كون الفرد ”مثلياً بصورة حصرية“  هي أن يكون منحرفاً لأن هذا الشخص هو عضو في أقلية، وبالتالي فسيكون إحصائياً نادر، ولكن وجب على المجتمع تقبل الانحرافات عن «الطبيعية» إذا ما كانت غير مؤذية أو حتى ذي قيمة. اعتقد إليس بأن المشاكل النفسية لا تظهر عن الأفعال المثلية وحدها، بل تنشأ أيضاً عندما يقوم الشخص «بأذية ذاته نفسياً عبر الحد تخوفاً من سلوكه الجنسي.»
غالباً ما يُنسب لإليس الفضل في صك مصطلح «مثلية جنسية» باللغة الإنجليزية، ولكنه في واقع الأمر كان يزدري هذه الكلمة لأنها جمعت ما بين اللاتينية والجذور اليونانية، واستعاض عنها بمصطلح «منقلب» في أعماله المنشورة. حُظر كتاب «انعكاس جنسي» في إنجلترا بعد فترة وجيزة من نشره باعتباره بذيء وفاضح. رأى إليس المثلية كصفة حملها أقلية من البشر، ولا يمكن اكتسابها أو اعتبارها إثما وليست قابلة للعلاج. ونادى بتغيير القوانين لترك أولئك الذين اختاروا ممارسة المثلية في سلام، لأنه في ذلك الوقت كانت المثلية جريمة يعاقب عليها في أوروبا. وأعرب عن اعتقاده بإمكانية إنجاز إصلاح مجتمعي، ولا يتحقق ذلك إلّا بعد تعليم عامة الناس. وأصبح كتابه معلما في فهم المثلية الجنسية.

### ألفريد كينسي
ألفريد كينسي (1894–1956) هو عالم جنس يعود له الفضل في تأسيس معهد البحث الجنسي والذي يُعرف الآن بمعهد كينسي للبحث في الجنس والنوع الاجتماعي والتكاثر. نبع اهتمام كينسي بتقصي مختلف الممارسات الجنسية من دراسته للطرق المختلفة للتزاوج عند الزنابير. طوَّر كينسي سلماً يقيس التوجه الجنسي على مقياس مُدَّرج رقمياً من صفر إلى ستة حيث يشير الصفر إلى كون الإنسان مغاير تماماً ويمتد هكذا بالتدريج وصولاً إلى ستة التي تشير إلى كون الإنسان مثلياً تماماً. اقترحت أبحاثه وجود قابلية للتغير في التوجهات الجنسية عند البشر. كما نشر كينسي كتابيه الشهيرين «السلوك الجنسي عند ذكر الإنسان» و«السلوك الجنسي عند أنثى الإنسان» اللذين أكسباه شهرة وجدلاً كبيرين في عصره. كانت المقاربة السائدة آنذاك في الأوساط الأكاديمية تذهب إلى تصنيف المثلية الجنسية كمرض، ومن هنا كان هناك محاولات لتغيير التوجه الجنسي للمثليين. أظهر كتاب كينسي أن المثلية الجنسية كانت أكثر شيوعاً عند البشر مما اُفترِضَ سابقاً وهو ما أشار إلى أنها جزء طبيعي لا يتجزء من السلسلة المستمرة للسلوكيات الجنسية البشرية.